# Is Justified True Belief Knowledge?
Is Justified True Belief Knowledge? (¿Es un conocimiento la creencia verdadera justificada?) es una pequeña publicación de tres páginas publicadas en 1963 por el filósofo estadounidense Edmund Gettier, donde cuestiona la idea que filósofos habían asumido tranquilamente saber bien lo que puede considerarse "conocimiento" como una "creencia justificada verdadera" desde los tiempos de Platón.

## Contenido
El artículo de Gettier empleó experimentos mentales como contraejemplos para mostrar que hay creencias verdaderas y justificadas, y que por tanto satisfacen la definición tripartita de la creencia verdadera justificada—pero no parece que se trate de auténticos casos de conocimiento. Según Gettier, estos contraejemplos muestran que la definición de conocimiento como creencia verdadera justificada es errónea, y que es necesario un análisis conceptual distinto para definir al conocimiento. Con posterioridad otros filósofos han planteado nuevos problemas ligeramente diferentes.

### El trabajo de Smith
El primer contraejemplo enunciado por Gettier es el siguiente: Smith ha pedido un trabajo pero tiene la creencia justificada de que «Jones conseguirá el trabajo». También tiene la creencia justificada de que «Jones tiene 10 monedas en su monedero». Por lo tanto, Smith concluye (justificadamente, por la regla de transitividad de la identidad) que «el hombre que consiga el trabajo tiene diez monedas en su monedero».

### Brown en Barcelona
El segundo contraejemplo enunciado por Gettier es: Smith tiene la creencia justificada de que «Jones posee un Ford». Smith concluye (justificadamente, por la regla de la regla de adición) que «Jones posee un Ford o Brown está en Barcelona», aunque Smith no tiene dato alguno sobre dónde está Brown.